# Cururu (ritmo)

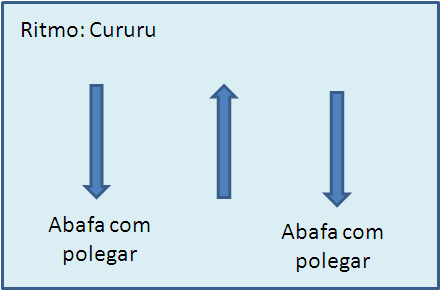
Diagrama da batida do Cururu

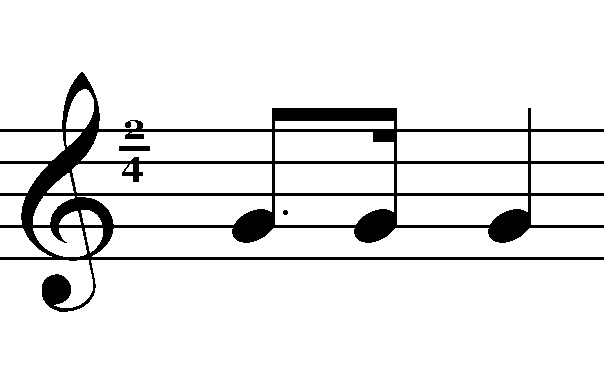
Tempos do ritmo Cururu

Cururu é um ritmo musical bastante utilizado na música caipira. Cururu é o repente, um combate poético, um desafio em trovas ao som de violas caipiras. Nasceu como canto religioso, marcado pela batida de pé.

## Músicas com o ritmo do Cururu
- Amor em Segredo (Claudionor - Nicanor)
- Campeão Piracicabano (Teddy Vieira - Ado Benatti)
- Canoeiro (Zé Carreiro - Alocin)
- Comitiva Esperança (Almir Sater - Paulo Simões
- Facão de Penacho (Piraci - Lourival dos Santos)
- O Menino da Porteira (Teddy Vieira - Luizinho)
- O Patrão e o Empregado (Lourival dos Santos - Teddy Vieira)
- Peito Sadio (Raul Torres)
- Pirangueiro (Zé Carreiro)
- Relógio Quebrado (Teddy Vieira - José Russo)
- Sapo Cururu (Braz da Viola)